# NH농협은행
NH농협은행은 NH농협금융지주의 계열사이자 대한민국의 농업계 특수은행으로 예금, 적금, 신용카드 등의 금융 업무를 맡고 있다.

## 역사
- 1907년 : 금융조합 설립
- 1958년 : 금융조합을 바탕으로 농업은행 발족
- 1961년 : 농업은행과 농협이 통합, 농업은행의 도시 지역 지점은 중소기업은행으로 분리
- 2000년 7월 1일 : 농협중앙회, 축협중앙회, 인삼협중앙회 합병
- 2012년 3월 2일 : 농협중앙회의 신용사업이 NH농협금융지주로 분리되면서 자회사로 출범

## 특이사항
- 통장 재발급등의 업무도 해당 계좌를 처음 개설한 지점과 동일한 형태의 지점에서만 가능하다. 하지만, NH농협은행에 계좌를 보유한 사람이 지역 농축협의 계좌를 만드는 것과는 별개로, 비씨카드(자사 BC 브랜드) 및 KB국민카드(자사 채움 브랜드)에 등재된 가맹점을 기준으로 서비스가 제공된다.

## 영업점

### 국내
- 농협은행 지점 및 출장소(중앙본부) : 21개소
- 농협은행 지점 및 출장소(지역본부) : 1,151개소
- 지역 농축협(지역농협, 품목농협, 지역축협, 품목축협, 인삼협 등) 지점 및 지소 : 4,660개소

### 국외
- 미국 : 뉴욕지점
- 미얀마 : 양곤사무소
- 베트남 : 하노이지점, 호치민사무소
- 영국 : 런던사무소
- 인도 : 노이다지점, 뉴델리사무소
- 중화인민공화국 : 베이징지점
- 캄보디아 : 농협파이낸스캄보디아
- 오스트레일리아 : 시드니지점
- 홍콩 : 홍콩지점

## 사건사고
- 2016년 8월 ~ 2018년: 개인 카드비 등을 갚기 위해 약 7개월간 112차례에 걸쳐 금융 전산망을 조작, 3억 8천 6백만 원에 달하는 금액을 허위 입금 처리한 것이 드러났으나, 금융위원회에서는 별도의 형사 조치 없이 180만 원에서 2,500만 원의 과태료 처분이라는 솜방망이 징계로 유야무야 넘어간 사건이 발생했다.[2]
- 2023년 2월 8일 직원이 고객 앞에서 1500만 원을 훔치다 적발됐다.[3]
- 2024년 3월 6일 업무상 배임 등으로 109억4733만7000원 규모의 금융사고가 발생했다.[4]

## 같이 보기
- NH농협금융지주
- NH농협카드
- 대한민국의 금융기관 목록
- 농협협동조합
- 농협경제지주

## 사진

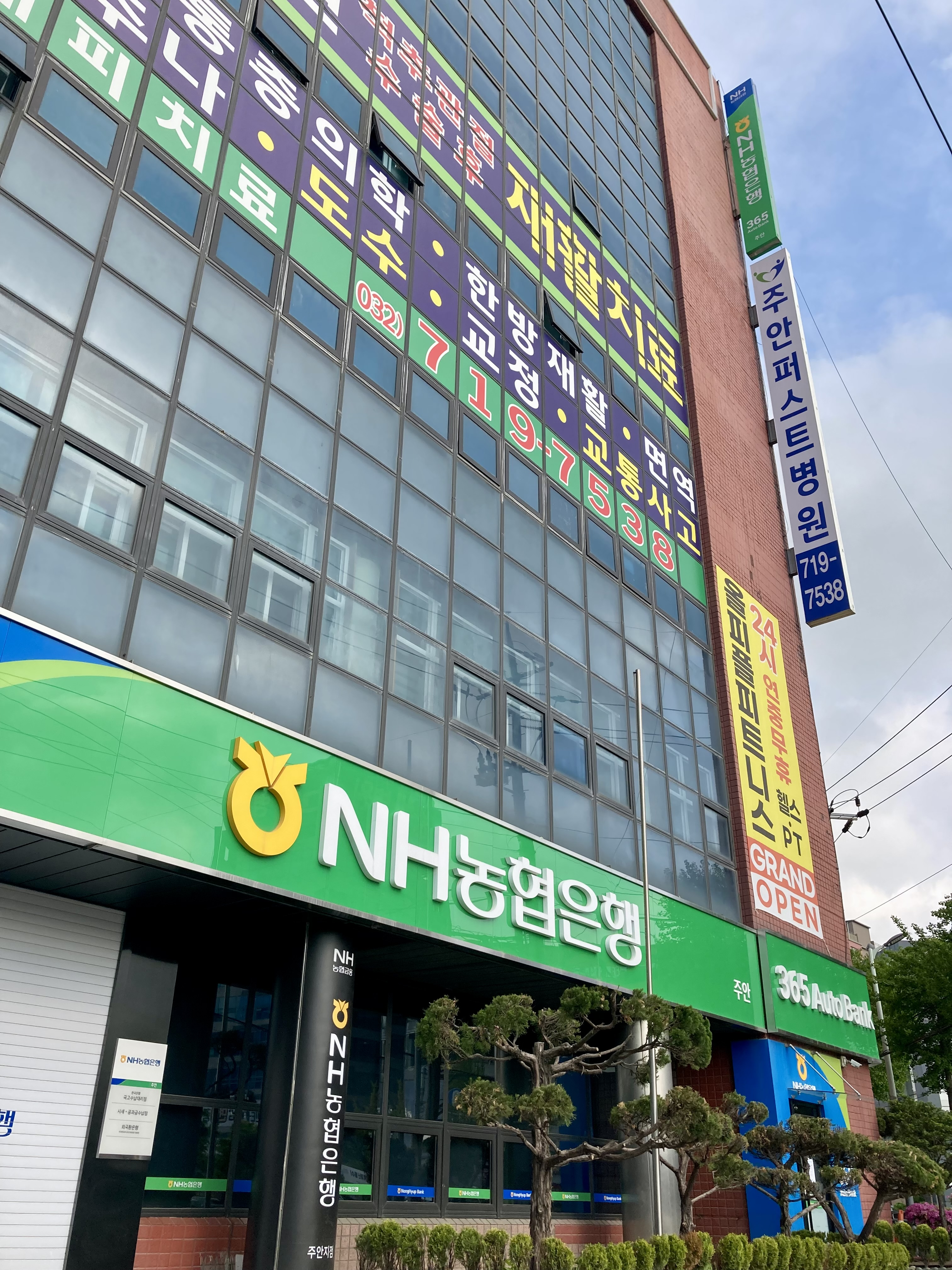
주안농협점(경원대로 768)